# Sklerenhim
Sklerenhim je tip opornega tkiva, za katerega so značilne mrtve celice z izredno odebeljenimi sekundarnimi celičnimi stenami, in katerega glavna vloga je ohranjanje stabilnosti in mehanske trdnosti rastline. Sekundarne celične stene rastlin vsebujejo denimo celulozo, hemicelulozo in pektinske snovi, občasno pa se v njih pojavlja tudi določena koncentracija lignina. V rastlinah so oporna tkiva porazdeljena tako, da je dosežen največji mehanski učinek z najmanjšo porabo materialov; večinoma so razmeščena v obliki votlih valjev, opornih reber in večjih snopov, pogosto pa obdajajo tudi rastlinske žile (prevajalni sistem).  V nekaterih primerih se sklerenhim uporablja tudi kot zaščita rastline ali njenih semen pred objedanjem rastlinojedov, saj so sklerenhimatske celice precej trdne in otežujejo jed tako okrepljenih tkiv. Takšna tkiva so predvsem okoli stebel, semen in nezrelih plodov.
Izraz sklerenhim izvira iz grščine, kjer skleros pomeni trden.
Potreba po razvoju opornega tkiva se je pojavila s prehodom rastlin na kopno, saj so poprej oporno vlogo opravljale turgescentne celice ali pa so rastline lebdele v vodi in se zanašale na hidrostatski tlak.
Sklerenhim delimo na dva morfološka tipa celic, ki se med seboj razlikujeta po obliki in pojavljanju znotraj tkiv:
- sklereide
- sklerenhimatska vlakna

## Sklereide
Sklereide ali skleride so celice nepravilno kroglastih oblik, ki imajo zelo močno odebeljene in olesenele (vsebujejo lignin) sekundarne celične stene, v katerih je mnogo tako imenovanih kanalskih pikenj, skozi katere potekajo plazmodezme, ki omogočajo pretok snovi med sosednjimi celicami. Njihov lumen je zmanjšan. Mlade sklereide so majhne parenhimatske celice, ki imajo gosto citoplazmo in jih zato težko ločimo od ostalih parenhimatskih celic, vse dokler se ne začne oblikovati obris sekundarne celične stene. Sklereide najdemo v lupinah orehov, raznih koščicah (denimo koščicah češenj, marelic in sliv), v obliki zrn (izodiametričnih kamenih celic) pa se pojavljajo tudi v plodovih hrušk, kjer ščitijo semena pred čeljustmi rastlinojedov. Posamezni skupki sklereid se nahajajo v sekundarni in terciarni skorji (korteksu) olesenelih stebel (tudi debel) pri lesnatih rastlinskih vrstah. Sklereide se pogosto deli na več podskupin, ki se razlikujejo po obliki: brahisklereide (ali izodiametrične kamene celice), makrosklereide (v zunanji plasti semenskih ovojnic in sočnih plodov), osteosklereide in astrosklereide (v listih nekaterih rastlin).

## Sklerenhimatska vlakna
Za sklerenhimatska (sklerenhimska) vlakna je značilna izrazito podaljšana oblika, zaradi česar jih imenujemo tudi prozenhimatske celice. Mlada sklerenhimatska vlakna so v oblike prizme ali pravokotnika, kasneje pa pride do rasti na koncih celic in sledečega podaljševanja v dolžino. Pri prečnem prerezu prevajalnega tkiva je zelo dobro razvidno, da so sklerenhimatska vlakna poligonalne oblike in imajo precej ozek celični lumen. Zaradi debele sekundarne celične stene imajo veliko nosilnost, ki naj bi bila podobna nosilnosti jekla. Po nekaterih podatkih je nosilnost sklerenhimatskih vlaken od 15 do 25 kg na mm², kar je skoraj tako kot nosilnost jeklenih struktur (okoli 25 kg/mm²). Posebna značilnost vlaken je tudi prožnost, saj se lahko ta zaradi spiralasto razporejenih celuloznih mikrofibril, ki gradijo njihove celične stene, po končani obremenitvi vrnejo v svojo prvotno dolžino.
Sklerenhimatska vlakna ločujemo v dve večji skupini glede na njihovo lego v rastlini:
- Likova vlakna se nahajajo v primarni in sekundarni skorji (korteksu), pogosto pa se povezujejo v večje snope in s tem še povečajo svojo nosilnost. Imajo razmeroma ozke celične lumne, nekoliko bolj elastične celične stene in so v manjši meri olesenela (vsebujejo višji odstotek celuloze v primerjavi z vsebnostjo lignina). Likova vlakna najdemo pri vseh cevnicah (višjih rastlinah).[1]
- Lesna vlakna se nahajajo v lesu (sekundarnem ksilemu) in imajo olesenele celične stene. Pojavljajo se izključno pri dvokaličnicah. Povečujejo trdnost lesa, saj so namreč bolj mehansko odporna kot sam les.[1]

### Uporaba v industriji
Že v zgodovini so sklerenhimatska vlakna veliko uporabljali, ker so slovela po svoji močni nosilnosti in razmeroma lahki obdelavi. Po nekaterih podatkih naj bi vlakna lana (Linus usitatissum) poznali že pred več kot 3000 leti v Evropi in Egiptu. Podobno naj bi bilo z uporabo konoplje (Cannabis sativa) na Kitajskem. Ta vlakna so precej mehka in elastična, kar jih naredi idealna za proizvodnjo različnih tekstilij in so zato še danes priljubljen material tekstilne industrije.